# Carex melananthiformis
Carex melananthiformis är en halvgräsart som beskrevs av Dmitrij Litvinov. Carex melananthiformis ingår i släktet starrar, och familjen halvgräs. Inga underarter finns listade i Catalogue of Life.